# Sorriba (Tineo)
Sorriba es una parroquia perteneciente al concejo de Tineo, Asturias en el norte de España, se sitúa al sur de la capital del concejo (Parroquia de Tineo), tiene una población total de 121 habitantes y en el pueblo de sorriba la población es de 48 habitantes. La parroquia está compuesta por los pueblos de Sorriba, Villanueva de Sorriba y Corniella. Tiene un total de 68 viviendas y el pueblo de 25

## Personas destacadas
- Pedro Rodríguez de Campomanes, ilustrado del los siglos XVII y XIX, primer conde de Campomanes y ministro de hacienda. Nació el 1 de julio de 1723 y murió en Madrid el 3 de febrero de 1802.